# 浜脇町
浜脇町（はまわきまち）は、大分県速見郡にあった町。現在の別府市の一部にあたる。

## 地理
朝見川の下流域に位置していた。
- 海洋：別府湾[1]

## 歴史
- 1889年（明治22年）4月1日、町村制の施行により、速見郡浜脇村が単独で村制施行し、浜脇村が発足[1][2]。浜脇の1大字となる[1]。
- 1893年（明治26年）4月18日、町制施行し浜脇町となる[1][2]。
- 1906年（明治39年）4月1日、速見郡別府町と合併し別府町が存続して廃止された[1][2]。

### 地名の由来
海岸の砂浜からも温泉が湧くため「浜湧」と称され、これが脇浜となった。

## 産業
- 農業、漁業、温泉[1]

## 観光
- 浜脇温泉[1]（別府温泉）

## 交通
- 東別府駅 - 1911年（明治44年）11月1日、浜脇駅として開業。駅舎は開業当時のもので別府市指定有形文化財[3]。